# المضيق (أسوان)
قرية المضيق هي إحدى القرى التابعة لمركز نصر النوبة في محافظة أسوان في جمهورية مصر العربية.